# Park Trammell
Park Monroe Trammell (Contea di Macon, 9 aprile 1876 – Washington, 8 maggio 1936) è stato un politico statunitense. Fu il 21º governatore della Florida dal 1913 al 1917 e rappresentò la Florida al Senato degli Stati Uniti dal 1917 al 1936.